# Azteca iheringi
Azteca iheringi är en myrart som beskrevs av Auguste-Henri Forel 1915. Azteca iheringi ingår i släktet Azteca och familjen myror. Inga underarter finns listade.